# مالك أل ناصر
مالك أل ناصر (بالإنجليزية: Malik Al Nasir)‏ هو منتج أسطوانات وملحن بريطاني، ولد في 1966 في ليفربول في المملكة المتحدة.